# Jean-Jacques Schuhl
Pour les articles homonymes, voir Schuhl.
Œuvres principales
Ingrid Caven (2000)
Rose Poussière (1972)
Jean-Jacques Schuhl, né le 9 octobre 1941 à Marseille, est un écrivain français. Il a reçu le prix Goncourt en 2000 pour son roman Ingrid Caven.

## Biographie
Pour Télex n°1, Jean-Jacques Schuhl dit s'être inspiré de l'art du montage et de l'hypnose de Werner Schroeter et plus particulièrement de Neurasia.
Après deux romans passés plutôt inaperçus dans les années 1970, Jean-Jacques Schuhl s'est surtout fait connaître du grand public avec son troisième roman, Ingrid Caven, récompensé du prix Goncourt en 2000. Ce roman est inspiré de la vie d'Ingrid Caven, actrice et chanteuse allemande, sa compagne. Pour elle, il a également écrit quelques paroles de son album Chambre 1050 (2001).
Il publie son quatrième roman Entrée des fantômes en janvier 2010. Son écriture est inspirée par le cinéma. Pour la première partie du livre, il dit avoir revu huit fois Lost Highway de David Lynch pendant la rédaction et pour la seconde partie, avoir regardé des films expressionnistes allemands comme Le Cabinet du docteur Caligari de Robert Wiene, Phantom de Friedrich Wilhelm Murnau ou encore Les Mains d'Orlac.

## Analyse de son œuvre
Jean-Jacques Schuhl fait souvent référence à d'autres œuvres artistiques dans ses écrits. Il considère que sa démarche se rapproche du pop art et explique : « Je fais partie des écrivains qui aiment bien que leur écriture ne vienne pas directement du réel vécu et direct, mais qui passe par d'autres formes artistiques. C'est une démarche qui a à voir avec le pop art. » Il rêve même de faire un livre uniquement à partir de citations : « J'aimerais disparaître dans un livre fait uniquement de citations, ce qui était un projet de Flaubert, un livre où aucune ligne ne serait de lui. » Cette pureté, il pense la trouver dans Le Décodeur, de Guy Tournaye, qui se place dans sa filiation directe. 

## Publications

### Romans
- 1972 : Rose Poussière, Paris, Gallimard, coll. « Le Chemin », 136 pages,  (ISBN 2-07-028187-6).
- 1976 : Télex n° 1, Paris, Gallimard, coll. « Le Chemin », 184 pages,  (ISBN 2-07-029505-2) (réédition à l'identique, coll. «L'Imaginaire », 184 pages,  (ISBN 9-782070-140220)).
- 2000 : Ingrid Caven : roman, Paris, Gallimard, coll. « L'Infini », 304 pages,  (ISBN 2-07-075948-2) (une version augmentée a paru en poche en 2002).
- 2010 : Entrée des fantômes, Paris, Gallimard, coll. « L'Infini », 152 pages,  (ISBN 978-2-07-012820-4).
- 2022 : Les apparitions, Paris, Gallimard, coll. « L'Infini », 96 pages,  (ISBN 978-2-07-296755-9).

### Nouvelles
- 2014 : Obsessions, Paris, Gallimard, « L'Infini ».

### Articles
- « Silver phantom », Libération,‎ 6 septembre 2005 (lire en ligne, consulté le 8 mars 2012)
- « JLG, rapports secrets », Libération,‎ 12 juillet 2006 (lire en ligne, consulté le 8 mars 2012)
- « Jean Eustache aimait le rien », Libération,‎ 13 décembre 2006 (lire en ligne, consulté le 24 février 2012)

## Radio
- Long entretien avec Dominiq Jenvrey et Guy Tournaye, en 2013, sur l'ensemble de l'œuvre, Émission du fictionnaire, sur Radio Campus Orléans.